# Dvoritchna
Dvoritchna (ukrainien : Дворічна, russe : Двуречная, Dvouretchnaïa), littéralement « des deux rivières », est une commune urbaine de l'oblast de Kharkiv, en Ukraine. Elle compte 3 387 habitants en 2021.

## Géographie
La commune de Dvoritchna se trouve dans la partie nord-est de l'oblast de Kharkiv, près de la frontière russe. Elle est située à la confluence des rivières Nijnia Dvoritchnia et Oskil, sous-affluent et affluent du Donets, dans le bassin hydrographique du fleuve Don. Elle se situe plus précisément sur la rive ouest de la rivère Oskil, à un carrefour routier. Elle est distante de 16 kilomètres de la ville de Koupiansk, située plus au sud sur la rivière Oskil.

## Histoire
Lors de l’invasion russe de l’Ukraine en 2022, Dvoritchna est le théâtre de combats pendant plus d’un mois avant de tomber aux mains des forces russes, le 14 avril 2022. Le 11 septembre 2022, dans le cadre de la contre-offensive d'été, il est reporté que la ville aurait été libérée par les Forces armées ukrainiennes. Elle est reprise selon L'armée Russe le 28 janvier 2025,.